# Јована Караулић
Јована Караулић (1980) српска је филмска и позоришна продуценткиња, доцент на Факултету драмских уметности у Београду на Катедри за менаџмент и продукцију.
Активна је чланица Лабораторије интерактивних уметности ФДУ, чланица мреже ИЕТМ (International network for contemporary performing arts) где учествује у раду групе за Имерзивну уметност, чланица Извршног одбора Фестивала Аситеж Србија и чланица ИФТР-а (Interantional Federation for Theatre Research). Такође је учесница  је у пројектима сарадње ФДУ које подржава Креативна Европа: Culture as a Unique Resource to Inspire, Outreach & Understand Science - CURIOUS и Stronger Peripheries.

## Активности
Јована Караулић је продуцент великог броја позоришних, филмских, медијских и уметничких пројеката и иницијатива. Области њеног истраживања су: Менаџмент перформанса у области културе, Продукција извођачких уметности и нове технологије, Интрекативне уметничке праксе.
- Током 2020. године била је чланица програмског одбора конференције Креативно образовање спремност за неспремност, у организацији Базарта, као и председница Организационог одбора научне конференције Трансмедијално приповедање и дигитално мапирање: историја, сећање, идентитет у организацији Факултета драмских уметности.
- Одржала је велики број гостујућих предавања у оквиру програма институција и организација  у пољу културе и уметности:
  - Културни центар Београда
  - Слободна зона
  - ЕУ инфо центар Нови Сад
  - Ваљевски филмски сусрети
  - Фемикс
- Алумнисткиња је ЕАВЕ програма (ЕAVE/ European audiovisual entreprenurers).
- Учествовала је на позицији ментора у програму Креативно менторство 2019-2020. године.
- Почетком 2021. избарана је за чланицу Извршног одбора организације Аситеж, удружења за развој позоришта за децу и младе[4] као и за једног од предваача на ЕЛИА академији (ELIA Academy).
- Ко-оснивачица је Зелене уметничке иницијативе.
- Добитница је Награде града Београда за допринос у пољу продукције на пројекту отварања Универзијаде, као чланица НГИО тима.
- Заједно са Браниславом Трифуновићем је иницијаторка и један од оснивача новинског издања Лицеулице.
- Објављује чланке у релевантним научним часописима и зборницима.[2]

## Уметнички и истраживачки рад
- Продуцент представе Бели, бели свет, Мало позориште ”Душко Радовић” / Белеф фестивал
- Продуцент представе Дантонова смрт
- Продуцент представе Последња смрт Френкија Сузице, Мало позориште ”Душко Радовић” / Белеф фестивал
- Продуцент представе Антоније и Клеопатра, Белеф фестивалп
- Продуцент представе Луча Микрокозма, Културни центар ”РЕКС”, Београд
- Продуцент пројекта  ДАНИ БЕОГРАДА, Скупштина града Београда
- Продуцент церемоније отварања Европског првенства у кошарци
- Продуцент независне позоришне представе Диско Пигс, Београдско драмско позориште
- Извршни продуцент  филмског фестивала у Сопоту Софест, Скупштина града Београда
- Извршни продуцент централне церемоније Дани Европске баштине – састанак Савета Европе, Скупштина града БеоградаКатедра Менаџмента и продукције, ФДУ, доле Маја Ристић, Милена Драгићевић Шешић, Никола Маричић; горе Јована Караулић, Нина Михаљинац, Мирјана Николић Караулић, Нина Михаљинац, Мирјана Николић
- Извршни продуцент церемоније отварања Универзијаде у Београду
- Продуцент наступа Републике Србије на Светској изложби EXPO у Шангају
- Извршни продуцент централне прославе поводом 70. Година ослобођења Београда, Скупштина града Београда
- Коаутор изложбе Ко је соко – тај је Југословен, Музеј Југославије
- Продуцент играног филма Злогоње, Акција продукција
- Извршни продуцент пројекта Пут у будућност, Радио телевизија Србије
- Извршни продуцент пројекта Како мисли акдемија, Радио телевизија Србије
- Копродуцент играног филма Стела, Дрим фектори, Акција продукција
- Продуцент документарног филма  Повратак кући – Марина Абрамовић и њена деца, Aкција продукција
- Продуцент документарног филма Викторија 15, Акција продукција
- Продуцент мултимедијалне изложбе Silent society
- Продуцент више десетина рекламних и музичких спотова
- Кооснивач новинског издања Лицеулице
- Продуцент на пројектима Лабораторијe интерактивних уметности ФДУ  (”Ода Бетовену”, ”Curious»)[2]

## Научно-истраживачки рад
- Kараулић Ј. (2018). Утицај јавних политика на културалне изведбе југословенства, Култура, 161, 13-28.
- Karaulić, J. (2016). The Challenges of the Participatory Theatre. Arc Academica, 4, 149-164.
- Караулић Ј. Медијска репрезентација популистичких културалних изведби. Медијски дијалози, 25,. 2016. стр. 39—51.. P
- Караулић, Ј. Соколски слетови у Краљевини Југославији и Ко је соко – тај је Југословен. 2016. (пп. 79-95). Београд, Музеј Југославије
- Караулић, J. Контекст медијског спектакла у условима друштвене кризе. Култура - 149,. 2015. стр. 244—256..[2]

## Уредништво
Уредница је следећих тематских публикација:
- Letunić, A and Karaulić, J (2020). Performing arts between politics and policies : implications and challenges, Belgrade : Faculty of Dramatic Arts ; Zagreb : Academy of Dramatic Art.
- Karaulić, J. (2018). Theatre Between Politics and Policies – Book of Abstracts. Institute of Theatre, Film, Radio and Television.  978-86-82101-68-0.

## Конференције
Јована Караулић је активни учесник великог броја конференција где је излагала своје радове:
- Karaulić J. Knežević J (2020). New Learning Design Models in the Age of Crises: Student Theatre Festival as a Digital Teaching;.
- Annual ENCATC Education and Research Session;
- Караулић Ј. и Марковић Божовић Ксенија. (2020) Нове технологије као средство репрезентације сећања у савременим позоришним праксама, Национална научна конференција са међународним учешћем: Трансмедијално приповедање и дигитално мапирање: историја, сећање, идентитет;
- Караулић Ј. (2020) Позориште и нове технологије: обрт или изазов. Конференција Нови хоризонти културе, Факултет драмских уметности
- Karaulic J. panelist (2020). Innovative methodologies and tools for teaching in the performing arts. – session, Enctac members talk
- Karaulić J. (2019) The Role of a Cultural Performance in a Society in Crisis. Case Study: Central Celebration of the “Youth Day”, (Re)thinking Socialism: Knowledge, Memory and Oblivion of the Socialist Past, Sofia, Bulgaria
- Dragićević Šešić, M., Mihaljinac, N. & Karaulić, J. Transitional dilemmas in cultural governance in Serbia: Serving the mission in on-defined environments. 2019.. Paper presented at the Creative Lenses Conference, Helsinki, Finland.
- Karaulić J. & Radulović, N. Meaning of theatre: Social turn in a radical world. 2018.. Paper presented at the IFTR World Congress - Theatre and Migration – Theatre, Nation and Identity: Between Migration and Stasis, Belgrade, Serbia.
- Karaulić, J. (2017). Participatory practices in film. Paper presented at the Conference Bosfiest, Resource Center for Special Education, Belgrade, Serbia.
- Karaulić, J. Is attraction enough - Shanghai Expo. 2016.. Paper presented at International Scientific Conference BITEF festival and Cultural Diplomacy, Belgrade, Serbia.
- Karaulić, J The role of popular culture in a state spectacle. 2016.. Paper presented at the International Scientific Conference Popular music in Eastern Europe, Debrecin, Hungary
- Karaulić, J. Digital articulation of the traces of the past. 2015.. Paper presented at the International Conference Media Archaeology: Memory, media and culture in the digital age. Belgrade, Serbia.
- Karaulić, J. The Possibility of Implementing a Public Action Strategy through Participatory Programs. 2015. Paper presented at the 23 Annual ENCATC Conference, Lecce, Italy.
- Karaulić, J. The Function of the State Spectacle in a Society in Crisis. 2015.. Paper presented at the Annual International CCCS Conference – Culture and Identity, Skopje, Macedonia.
- Karaulić, J. The Stadium- as a place of processing the past. 2015.. Paper presented at the International conference Radical space in between disciplines, Novi Sad, Serbia.[2]